# Torneio Europeu das Nações de 2012–14
O Torneio Europeu das Nações 2012-2014 é a 9ª edição da competição continental organizada pela FIRA - Associação Europeia de Rugby.
O torneio é disputado em duas temporadas 2012-13 e 2013-14. Em cada temporada é atribuído o título de Campeão Europeu.
Promoções e rebaixamentos são estabelecidos com a soma dos pontos das duas temporadas.

## Equipes
| Divisão 1A                                                  | Divisão 1B                                                            | Divisão 2A                                           | Divisão 2B                                        | Divisão 2C                                          | Divisão 2D                                                         |
| ----------------------------------------------------------- | --------------------------------------------------------------------- | ---------------------------------------------------- | ------------------------------------------------- | --------------------------------------------------- | ------------------------------------------------------------------ |
| - Geórgia - Romênia - Espanha - Rússia - Portugal - Bélgica | - Alemanha - Ucrânia - Suécia - Polônia - República Tcheca - Moldávia | - Países Baixos - Malta - Suíça - Croácia - Lituânia | - Israel - Andorra - Sérvia - Letônia - Dinamarca | - Chipre - Hungria - Bulgária - Eslovênia - Áustria | - Noruega - Luxemburgo - Grécia - Bósnia e Herzegovina - Finlândia |

## Divisão 1A

### Temporada 2012-13
| Data                    | Cidade                 | Seleção  | Placar  | Seleção  |
| ----------------------- | ---------------------- | -------- | ------- | -------- |
| 2 de Fevereiro de 2013  | Lisboa                 | Portugal | 13 - 19 | Romênia  |
| 2 de Fevereiro de 2013  | Sochi                  | Rússia   | 13 - 9  | Espanha  |
| 2 de Fevereiro de 2013  | Bruxelas               | Bélgica  | 13 - 17 | Geórgia  |
| 9 de Fevereiro de 2013  | Tbilisi                | Geórgia  | 25 - 12 | Portugal |
| 9 de Fevereiro de 2013  | Bucareste              | Romênia  | 29 - 14 | Rússia   |
| 9 de Fevereiro de 2013  | Brussels               | Bélgica  | 21 - 12 | Espanha  |
| 23 de Fevereiro de 2013 | Sochi                  | Rússia   | 9 - 23  | Geórgia  |
| 23 de Fevereiro de 2013 | Gijón                  | Espanha  | 15 - 25 | Romênia  |
| 23 de Fevereiro de 2013 | Lisboa                 | Portugal | 18 - 21 | Bélgica  |
| 9 de Março de 2013      | Tbilisi                | Geórgia  | 61- 18  | Espanha  |
| 9 de Março de 2013      | Lisbon                 | Portugal | 23 - 31 | Rússia   |
| 9 de Março de 2013      | Bruxelas               | Bélgica  | 14 - 32 | Romênia  |
| 16 de Março de 2013     | Bucareste              | Romênia  | 9 - 9   | Geórgia  |
| 16 de Março de 2013     | Santiago de Compostela | Espanha  | 9 - 9   | Portugal |
| 16 de Março de 2013     | Rússia                 | Rússia   | 43 - 32 | Bélgica  |

Classificação
| Time     | J | V | E | D | P+  | P-  | P+/- | B+ | Pts |
| -------- | - | - | - | - | --- | --- | ---- | -- | --- |
| Geórgia  | 5 | 4 | 1 | 0 | 135 | 61  | 74   | 1  | 19  |
| Romênia  | 5 | 4 | 1 | 0 | 114 | 65  | 49   | 1  | 19  |
| Rússia   | 5 | 3 | 0 | 2 | 110 | 116 | -6   | 2  | 14  |
| Portugal | 5 | 1 | 1 | 3 | 75  | 96  | -21  | 1  | 7   |
| Bélgica  | 5 | 0 | 1 | 4 | 92  | 131 | -39  | 3  | 5   |
| Espanha  | 5 | 0 | 2 | 3 | 72  | 129 | -57  | 1  | 5   |

A Seleção Georgiana de Rugby e campeã do Europeu de Nações 2012-2013.

## Divisão 1B

### Temporada 2012-13
| Data                   | Cidade         | Seleção          | Placar  | Seleção          |
| ---------------------- | -------------- | ---------------- | ------- | ---------------- |
| 6 de Outubro de 2012   | Ricany         | República Tcheca | 3 - 29  | Polônia          |
| 20 de Outubro de 2012  | Stockholm      | Suécia           | 10 - 22 | Ucrânia          |
| 27 de Outubro de 2012  | Stockholm      | Suécia           | 54 - 6  | Moldávia         |
| 27 de Outubro de 2012  | Berlin         | Alemanha         | 46 - 28 | Ucrânia          |
| 3 de Novembro de 2012  | Gdansk         | Polônia          | 22 - 13 | Alemanha         |
| 10 de Novembro de 2012 | Prague         | República Tcheca | 18 - 22 | Suécia           |
| 17 de Novembro de 2012 | Heidelberg     | Alemanha         | 32 - 14 | Moldávia         |
| 17 de Novembro de 2012 | Dnepropetrovsk | Ucrânia          | 42 - 15 | República Tcheca |
| 9 de Março de 2013     | Prague         | República Tcheca | 8 - 27  | Alemanha         |
| 16 de Março de 2013    | Chisinau       | Moldávia         | 37 - 12 | República Tcheca |
| 30 de Março de 2013    | Gdynia         | Polônia          | 13 - 12 | Ucrânia          |
| 7 de Abril de 2013     | Odessa         | Ucrânia          | 18 - 38 | Moldávia         |
| 6 de Abril de 2013     | Hamburg        | Alemanha         | 73 - 17 | Suécia           |
| 13 de Abril de 2013    | Chisinau       | Moldávia         | 24 - 20 | Polônia          |
| 1 de Junho de 2013     | Stockholm      | Suécia           | 19 - 11 | Polônia          |

Classificação
| Time             | J | V | E | D | P+  | P-  | P+/- | B+ | Pts |
| ---------------- | - | - | - | - | --- | --- | ---- | -- | --- |
| Alemanha         | 5 | 4 | 0 | 1 | 191 | 89  | 102  | 4  | 20  |
| Moldávia         | 5 | 3 | 0 | 2 | 119 | 136 | -17  | 3  | 15  |
| Suécia           | 5 | 3 | 0 | 2 | 122 | 130 | -8   | 1  | 13  |
| Polônia          | 5 | 3 | 0 | 2 | 95  | 71  | 24   | 1  | 13  |
| Ucrânia          | 5 | 2 | 0 | 3 | 122 | 122 | 0    | 2  | 10  |
| República Tcheca | 5 | 0 | 0 | 5 | 56  | 157 | -101 | 1  | 1   |

A Seleção Alemã de Rugby e campeã da Divisão 1B 2012-2013

## Divisão 2A

### Temporada 2012-13
| Data                   | Cidade     | Seleção       | Placar  | Seleção       |
| ---------------------- | ---------- | ------------- | ------- | ------------- |
| 27 de Outubro de 2012  | Makarska   | Croácia       | 20 - 19 | Malta         |
| 3 de Novembro de 2012  | Paola      | Malta         | 34 - 17 | Lituânia      |
| 3 de Novembro de 2012  | Nyon       | Suíça         | 29 - 20 | Croácia       |
| 10 de Novembro de 2012 | Šiauliai   | Lituânia      | 16 - 24 | Países Baixos |
| 17 de Novembro de 2012 | Amesterdão | Países Baixos | 24 - 7  | Suíça         |
| 6 de Abril de 2013     |            | Malta         | 10 - 19 | Suíça         |
| 13 de Abril de 2013    | Nyon       | Suíça         | 37 - 21 | Lituânia      |
| 13 de Abril de 2013    | Amesterdão | Países Baixos | 48 - 10 | Malta         |
| 20 de Abril de 2013    | Zagreb     | Croácia       | 24 - 29 | Países Baixos |
| 27 de Abril de 2013    | Vilnius    | Lituânia      | 15 - 14 | Croácia       |

Classificação
| Time          | J | V | E | D | P+  | P-  | P+/- | B+ | Pts |
| ------------- | - | - | - | - | --- | --- | ---- | -- | --- |
| Países Baixos | 4 | 4 | 0 | 0 | 125 | 57  | 68   | 2  | 18  |
| Suíça         | 4 | 3 | 0 | 1 | 92  | 75  | 17   | 2  | 14  |
| Croácia       | 4 | 1 | 0 | 3 | 78  | 92  | -14  | 3  | 7   |
| Malta         | 4 | 1 | 0 | 3 | 73  | 104 | -31  | 1  | 5   |
| Lituânia      | 4 | 1 | 0 | 3 | 69  | 109 | -40  | 0  | 4   |

A Seleção Neerlandesa de Rugby campeã da Divisão 2A 2012-13 e qualificada ao terceiro turno das eliminatórias européias da Copa do Mundo de Rugby de 2015

## Divisão 2B

### Temporada 2012-13
| Data                  | Cidade           | Seleção   | Placar  | Seleção   |
| --------------------- | ---------------- | --------- | ------- | --------- |
| 13 de Outubro de 2012 | Odense           | Dinamarca | 6 - 6   | Andorra   |
| 13 de Outubro de 2012 | Netanya          | Israel    | 48 - 22 | Sérvia    |
| 27 de Outubro de 2012 | Andorra-a-Velha  | Andorra   | 5 - 26  | Israel    |
| 27 de Outubro de 2012 | Belgrado         | Sérvia    | 39 - 21 | Letônia   |
| 3 de Novembro de 2012 | Riga             | Letônia   | 27 - 15 | Dinamarca |
| 3 de Novembro de 2012 | Belgrado         | Sérvia    | 23 - 26 | Andorra   |
| 30 de Março de 2013   | Andorra La Vella | Andorra   | 11 - 22 | Letônia   |
| 6 de Abril de 2013    | Netanya          | Israel    | 17 - 15 | Letônia   |
| 13 de Abril de 2013   | Odense           | Dinamarca | 38 - 0  | Sérvia    |
| 20 de Abril de 2013   | Netanya          | Israel    | 46 - 3  | Dinamarca |

Classificação
| Time      | J | V | E | D | P+  | P-  | P+/- | B+ | Pts |
| --------- | - | - | - | - | --- | --- | ---- | -- | --- |
| Israel    | 4 | 4 | 0 | 0 | 137 | 45  | 92   | 3  | 19  |
| Letônia   | 4 | 2 | 0 | 2 | 85  | 82  | 3    | 3  | 11  |
| Dinamarca | 4 | 1 | 1 | 2 | 62  | 79  | -17  | 1  | 7   |
| Andorra   | 4 | 1 | 1 | 2 | 48  | 77  | -29  | 0  | 6   |
| Sérvia    | 4 | 1 | 0 | 3 | 84  | 133 | -49  | 2  | 6   |

A seleção do Israel é campeã da Divisão 2B 2012-2013 e qualificada ao segundo turno das eliminatórias européias da Copa do Mundo de Rugby de 2015.

## Divisão 2C

### Temporada 2012-13
| Data                   | Cidade    | Seleção   | Placar  | Seleção   |
| ---------------------- | --------- | --------- | ------- | --------- |
| 6 de Outubro de 2012   | Kecskemét | Hungria   | 28 - 23 | Bulgária  |
| 20 de Outubro de 2012  | Sófia     | Bulgária  | 12 - 7  | Áustria   |
| 27 de Outubro de 2012  | Liubliana | Eslovênia | 8 - 7   | Hungria   |
| 17 de Novembro de 2012 | Viena     | Áustria   | 20 - 54 | Chipre    |
| 8 de Dezembro de 2012  | Pafos     | Chipre    | 49 - 8  | Eslovênia |
| 16 de Março de 2013    | Pafos     | Chipre    | 79 - 10 | Bulgária  |
| 6 de Abril de 2013     | Viena     | Áustria   | 10 - 11 | Hungria   |
| 6 de Abril de 2013     | Sófia     | Bulgária  | 20 - 14 | Eslovênia |
| 20 de Abril de 2013    | Esztergom | Hungria   | 15 - 16 | Chipre    |
| 20 de Abril de 2013    | Liubliana | Eslovênia | 22 - 20 | Áustria   |

Classificação
| Time      | J | V | E | D | P+  | P-  | P+/- | B+ | Pts |
| --------- | - | - | - | - | --- | --- | ---- | -- | --- |
| Chipre    | 4 | 4 | 0 | 0 | 137 | 45  | 92   | 3  | 19  |
| Eslovênia | 4 | 2 | 0 | 2 | 85  | 82  | 3    | 2  | 10  |
| Hungria   | 4 | 2 | 0 | 2 | 62  | 79  | -17  | 2  | 10  |
| Bulgária  | 4 | 2 | 0 | 2 | 48  | 77  | -29  | 1  | 9   |
| Áustria   | 4 | 0 | 0 | 4 | 84  | 133 | -49  | 3  | 3   |

A seleção do Chipre é campeã da Divisão 2C 2012-2013.

A seleção da Eslovénia e qualificada ao primeiro turno das eliminatórias européias da Copa do Mundo de Rugby de 2015.

Chipre não participa as eliminatórias européias da Copa do Mundo por não ser membro do IRB.

## Divisão 2D

### Temporada 2012-13
| Data                   | Cidade     | Seleção              | Placar  | Seleção              |
| ---------------------- | ---------- | -------------------- | ------- | -------------------- |
| 6 de Outubro de 2012   | Helsínquia | Finlândia            | 14 - 16 | Luxemburgo           |
| 20 de Outubro de 2012  | Oslo       | Noruega              | 32 - 3  | Finlândia            |
| 3 de Novembro de 2012  | Bergen     | Noruega              | 11 - 9  | Bósnia e Herzegovina |
| 10 de Novembro de 2012 | Luxemburgo | Luxemburgo           | 15 - 8  | Noruega              |
| 17 de Novembro de 2012 | Salonica   | Grécia               | 22 - 17 | Bósnia e Herzegovina |
| 30 de Março de 2013    | Atenas     | Grécia               | 11 - 13 | Finlândia            |
| 13 de Abril de 2013    | Tesanj     | Bósnia e Herzegovina | 33 - 23 | Luxemburgo           |
| 13 de Abril de 2013    | Atenas     | Grécia               | 21 - 14 | Noruega              |
| 20 de Abril de 2013    | Luxemburgo | Luxemburgo           | 20 - 7  | Grécia               |
| 20 de Abril de 2013    | Zenica     | Bósnia e Herzegovina | 19 - 15 | Finlândia            |

Classificação
| Time                 | J | V | E | D | P+ | P- | P+/- | B+ | Pts |
| -------------------- | - | - | - | - | -- | -- | ---- | -- | --- |
| Luxemburgo           | 4 | 3 | 0 | 1 | 74 | 62 | 12   | 0  | 12  |
| Noruega              | 4 | 2 | 0 | 2 | 65 | 48 | 17   | 3  | 11  |
| Bósnia e Herzegovina | 4 | 2 | 0 | 2 | 78 | 71 | 7    | 2  | 10  |
| Grécia               | 4 | 2 | 0 | 2 | 61 | 64 | -3   | 1  | 9   |
| Finlândia            | 4 | 1 | 0 | 3 | 45 | 78 | -33  | 2  | 6   |

A seleção do Luxemburgo é campeã da Divisão 2D 2012-2013 e qualificada ao primeiro turno das eliminatórias européias da Copa do Mundo de Rugby de 2015.